# Kenneth Eriksson
Pour les articles homonymes, voir Eriksson.

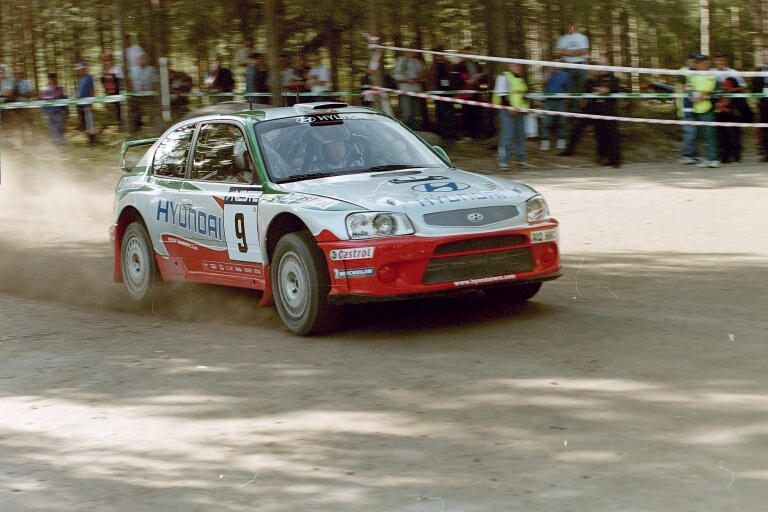
K. Eriksson sur Hyundai Accent WRC, au Rallye de Finlande en 2001.

Kenneth Eriksson, né le 13 mai 1956 à Äppelbo, est un pilote de rallye suédois. 

## Biographie
Il fait ses débuts en rallye en 1977, et participe pour la première fois au niveau mondial en 1980 (rallye de Suède sur Saab 96 V4). Sa carrière internationale se termine définitivement 22 années plus tard (RAC rally).
Il compte 138 départs en mondial, pour 21 podiums et 489 points glânés. 
Vainqueur de 6 rallyes en WRC, il est également champion du monde des pilotes de voitures Groupe A en 1986 et champion FIA des pilotes de voitures deux-roues motrices en 1987, les deux fois avec l'Allemand Peter Diekmann pour copilote (en 1987 devant Jean Ragnotti, terminant aussi 4e du championnat mondial).
Triple champion continental de la zone Asie/Océanie (derrière Cody Crocker avec 4 titres), il a remporté 6 rallyes majeurs de cette région du globe, pour 3 seconde places acquises en courses d'APRC et 3 de troisième.
Il est le troisième suédois le plus titré de son rallye national, en un demi-siècle d'existence de cette compétition.
Peter Diekmann l'a accompagné comme navigateur de 1986 (Monte Carlo) à 1988 (RAC Rally) au sein des teams officiels Volkswagen puis Toyota Europe, puis Staffan Parmander est intervenu de 1989 à 2001, successivement chez Toyota Europe, Mitsubishi de 1990 à 1995, Subaru (en 1996-1997), et Hyundai entre 1998 et 2001, 
En 2002, il fait équipe avec sa médiatique compatriote Tina Thörner sur Škoda Octavia WRC, et tous deux cessent en fin de saison leur participation en Mondial.

## Palmarès
| Année | Titre                                                                               | Voiture                 |
| ----- | ----------------------------------------------------------------------------------- | ----------------------- |
| 1986  | Champion du monde des rallyes Groupe A                                              | Volkswagen Golf GTI 16V |
| 1987  | Champion FIA des pilotes deux-roues motrices                                        | Volkswagen Golf GTI 16V |
| 1995  | Champion des rallyes Asie Pacifique                                                 | Mitsubishi Lancer Evo 3 |
| 1996  | Champion des rallyes Asie Pacifique                                                 | Subaru Impreza 555      |
| 1997  | Champion des rallyes Asie Pacifique                                                 | Subaru Impreza WRC      |
| 1999  | Champion des rallyes Asie Pacifique Catégorie 2 Litres (ex æquo avec Alister McRae) | Hyundai Coupé           |

### Victoires en Championnat du monde des rallyes
| # | Année | Rallye                           | Pays             | Copilote          | Voiture                 |
| - | ----- | -------------------------------- | ---------------- | ----------------- | ----------------------- |
| 1 | 1987  | Rallye de Côte d'Ivoire (19e)    | Côte d'Ivoire    | Peter Diekmann    | Volkswagen Golf GTI 16V |
| 2 | 1991  | Rallye de Suède (40e)            | Suède            | Staffan Parmander | Mitsubishi Galant VR-4  |
| 3 | 1995  | Rallye de Suède (44e)            | Suède            | Staffan Parmander | Mitsubishi Lancer Evo 2 |
| 4 | 1995  | Rallye d'Australie (8e)          | Australie        | Staffan Parmander | Mitsubishi Lancer Evo 3 |
| 5 | 1997  | Rallye de Suède (46e)            | Suède            | Staffan Parmander | Subaru Impreza WRC      |
| 6 | 1997  | Rallye de Nouvelle-Zélande (27e) | Nouvelle-Zélande | Staffan Parmander | Subaru Impreza WRC      |

(classement final du championnat WRC: 3e en 1995, 4e en 1987 et 1996, et 5e en 1997)

(N.B. : vainqueur de classe A7/8 en Nouvelle-Zélande, en Finlande et en Grande-Bretagne en 1986, puis de classe A6/7 au Monte-Carlo, en Nouvelle-Zélande et en Côte d'Ivoire en 1987)

### Autres podiums en WRC
- 2e du rallye de Nouvelle-Zélande en 1987, et 1996 (alors 2L);
- 2e du rallye d'Australie en 1989, 1991, et 1996;
- 2e du RAC rally en 1990, 1991 et 1993;
- 2e du rallye du Kenya en 1996;
- 3e du rallye du Portugal en 1987;
- 3e du rallye de Suède en 1989;
- 3e du rallye de Finlande en 1990 et 1991;
- 3e du rallye d'Australie en 1994;
- 3e du rallye d'Argentine en 1996 et 1997;
- 3e du rallye d'Indonésie en 1997.

### Victoire en ERC
- Rallye du sud de la Suède: 1989;

### 6 victoires en APRC
- Rallye d'Indonésie (alors en attente d'acceptation pour le WRC): 1994;
- Rallye de Thaïlande: 1994;
- Rallye d'Australie: 1995;
- Rallye Hong Kong-Pékin: 1995;
- Rallye de Malaisie: 1996;
- Rallye de Nouvelle-Zélande: 1997;

### Victoire en championnat d'Allemagne
- Rallye des trois cîtés: 1989;

### Victoire en championnat de Suède
- Rallye du Sud de la Suède: 1989;

### Victoire enrallye-raid
- Baja España-Aragón: 1991, avec son compatriote Staffan Parmander sur Mitsubishi.

(nb: 4e du Paris-Dakar en 1991, même équipage)